# Pont Poniatowski
Le pont Poniatowski (polonais : Most Poniatowskiego) est un pont de Varsovie. Initialement construit entre 1904 et 1914, il fut endommagé au cours des deux guerres mondiales et réparé à chaque fois. Il enjambe la Vistule pour relier Powiśle à l'arrondissement de Praga de l'autre côté. Le viaduc est un prolongement d'Aleje Jerozolimskie.

## Histoire
Ce pont en acier de 506 mètres de long, qui comprend huit portées, fut conçu par Stefan Szyller. Sa construction débuta en 1904 et fut supervisée par les ingénieurs Mieczysław Marszewski et Wacław Paszkowski. Même s'il fut considéré comme une extravagance par de nombreuses personnes (le maire de Varsovie de l'époque et l'écrivain Bolesław Prus comptaient parmi ceux qui s'opposaient à sa construction), il fut livré à la circulation par le gouverneur général russe Georgi Skalon (en) le 6 janvier 1914. Comme il était le troisième pont construit dans leur ville, les Varsoviens le surnommèrent le Troisième Pont (en polonais, Trzeci Most) même s'il s'appelait officiellement le « pont de notre très gracieux souverain le tsar Nicolas II » (Varsovie faisant alors partie de l'empire russe depuis les partages de la Pologne au XVIIIe siècle). Après que la Pologne eut recouvré son indépendance en 1918, le pont fut renommé en l'honneur du prince Józef Poniatowski et acquit un nouveau surnom, Poniatoszczak, qu'il conserve à ce jour.

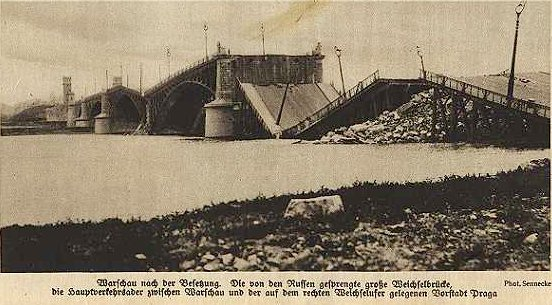
Pont Poniatowski détruit en 1915.

Le pont souffrit beaucoup pendant les guerres mondiales. En 1915, pendant la Première Guerre mondiale, l'armée russe, qui battait en retraite, en fit exploser quatre travées pour ralentir la poursuite allemande. Le pont fut rapidement reconstruit par les Allemands, mais brûla peu après à cause d'un accident. Après la guerre, l'ouvrage fut reconstruit en cinq ans par le nouveau gouvernement polonais, de 1921 à 1926. Pendant le coup d'État de mai, le pont fut le lieu de rencontre du président de la République de Pologne, Stanisław Wojciechowski, et le chef du coup d'État, le maréchal de Pologne Józef Piłsudski. Dans la Seconde Guerre mondiale, le pont fut détruit par les troupes allemandes le 13 septembre 1944, pendant l'insurrection de Varsovie. Cette destruction fut bien plus importante que les précédentes : les Allemands firent basculer toutes les travées, et seules les piles basses subsistèrent.

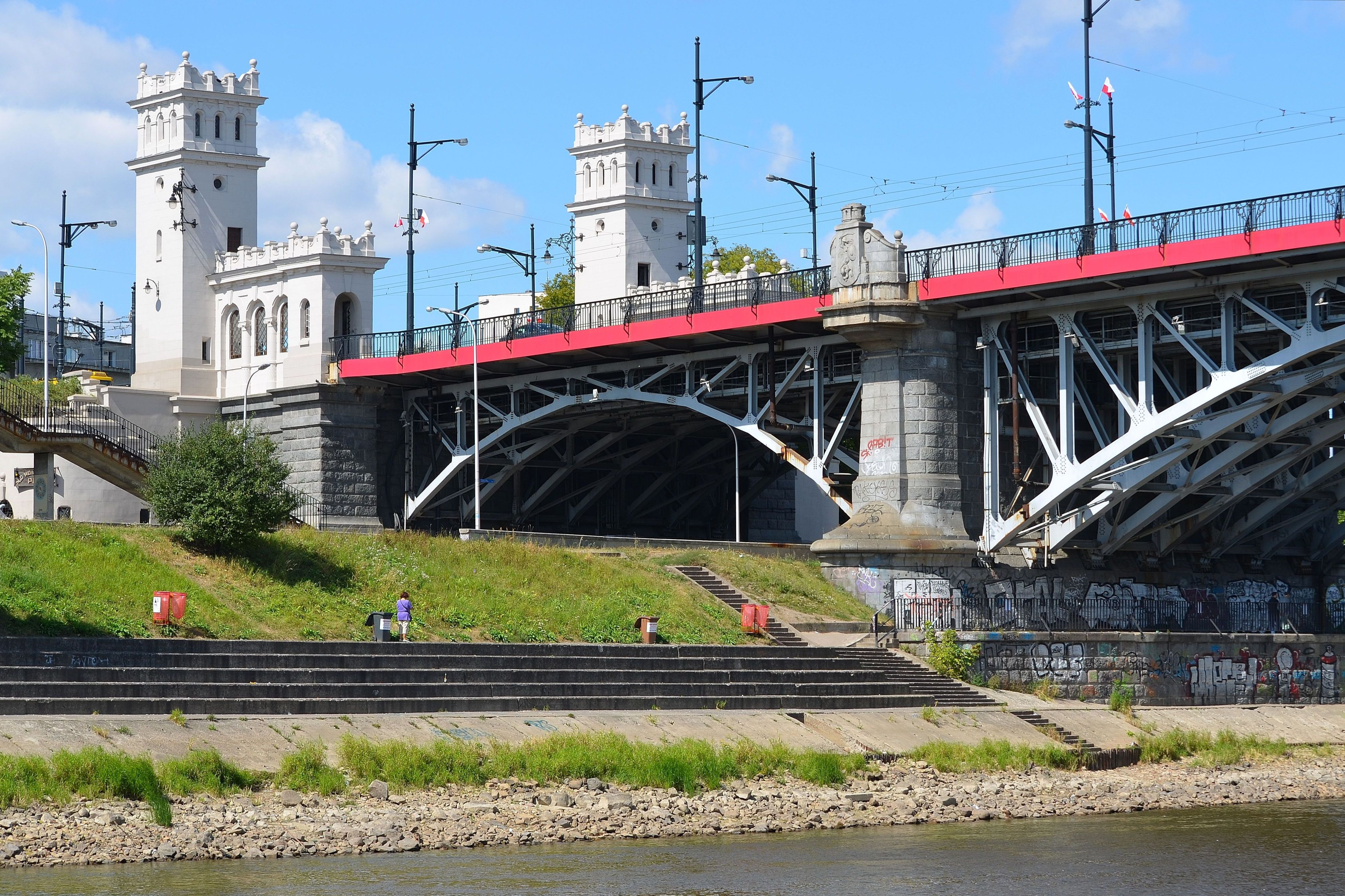
Tourelles rénovées, 2013.

Les premiers projets du nouveau gouvernement polonais prévoyaient la construction d'un ouvrage en bois temporaire sur les piles subsistantes, mais le pont s'écroula par suite de la rapidité des travaux. Remis à nouveau en état sur de nouvelles piles, il fut rouvert le 22 juillet 1946 par Bolesław Bierut. Le pont avait toutefois perdu une bonne partie de sa splendeur d'avant-guerre, car il n'y avait pas d'argent pour rétablir diverses décorations non fonctionnelles de la néo-renaissance polonaise (en) comme les balustrades faites à la main ou les bancs de pierre. Quelques bancs d'avant-guerre et l'une des anciennes portées se voient près du pont aux périodes de basses eaux.
De 1963 à 1966, le pont fut élargi ; la voie de tramway, séparée de la chaussée ; et le pont, relié à la route express (Wisłostrada) de la rive gauche de la Vistule par une longue bretelle inclinée en boucle qui rappelait la coquille d'un escargot à certains commentateurs contemporains.
Des travaux de reconstruction et d'embellissement du pont débutèrent en 2004. En 2005, on avait reconstruit les tourelles et les quatre premières portées. La voie de tramway fut réparée en 2007.

## Galerie

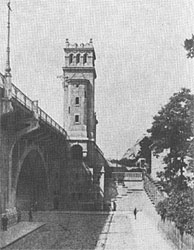
Viaduc et tourelles, côté nord, 1914.
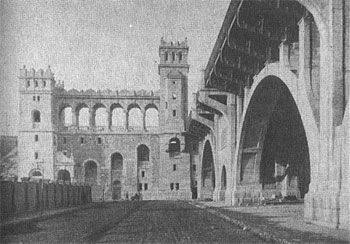
Viaduc et tourelles, côté sud, 1914.
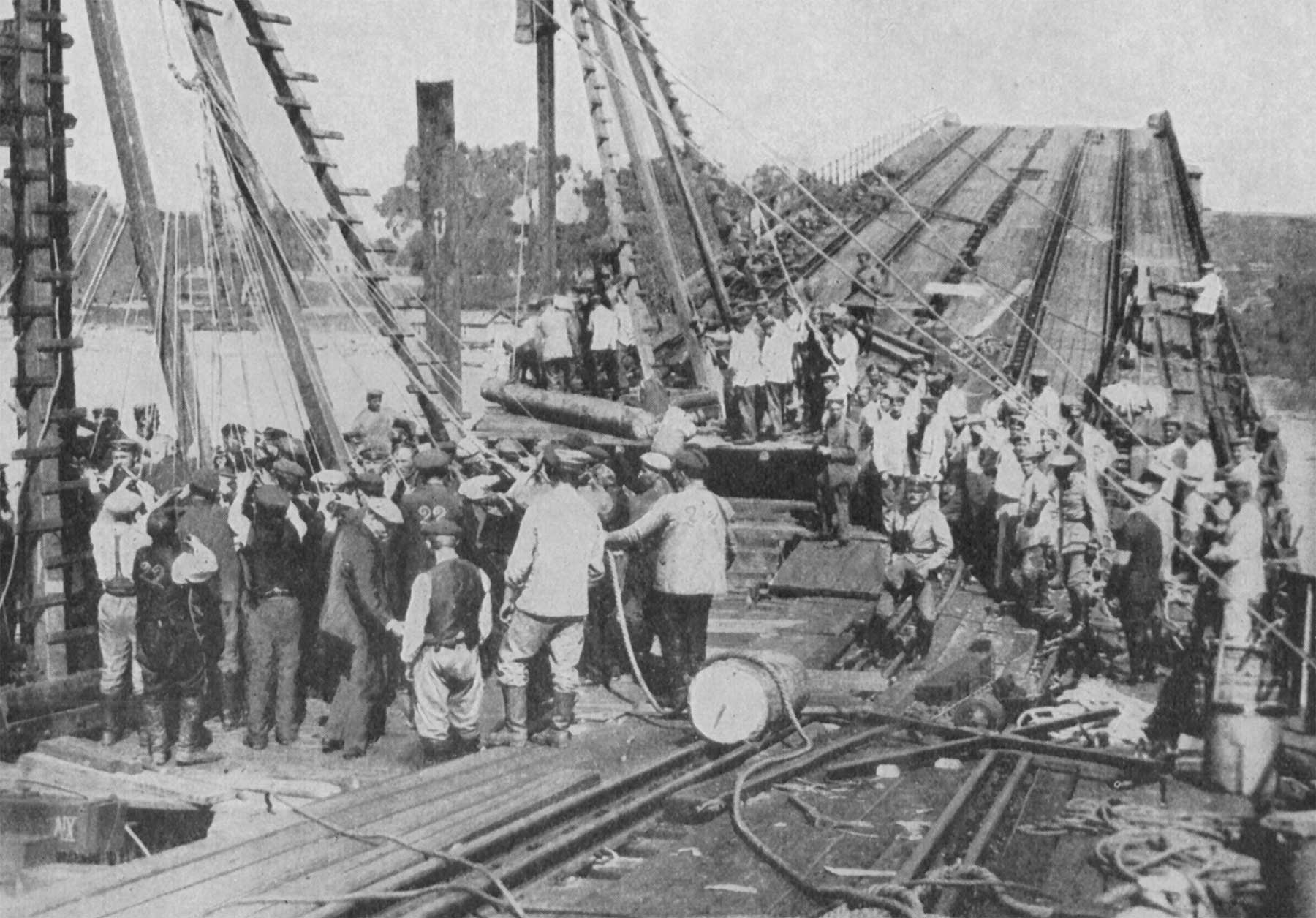
Reconstruction du pont peu avant l'incendie de 1915.
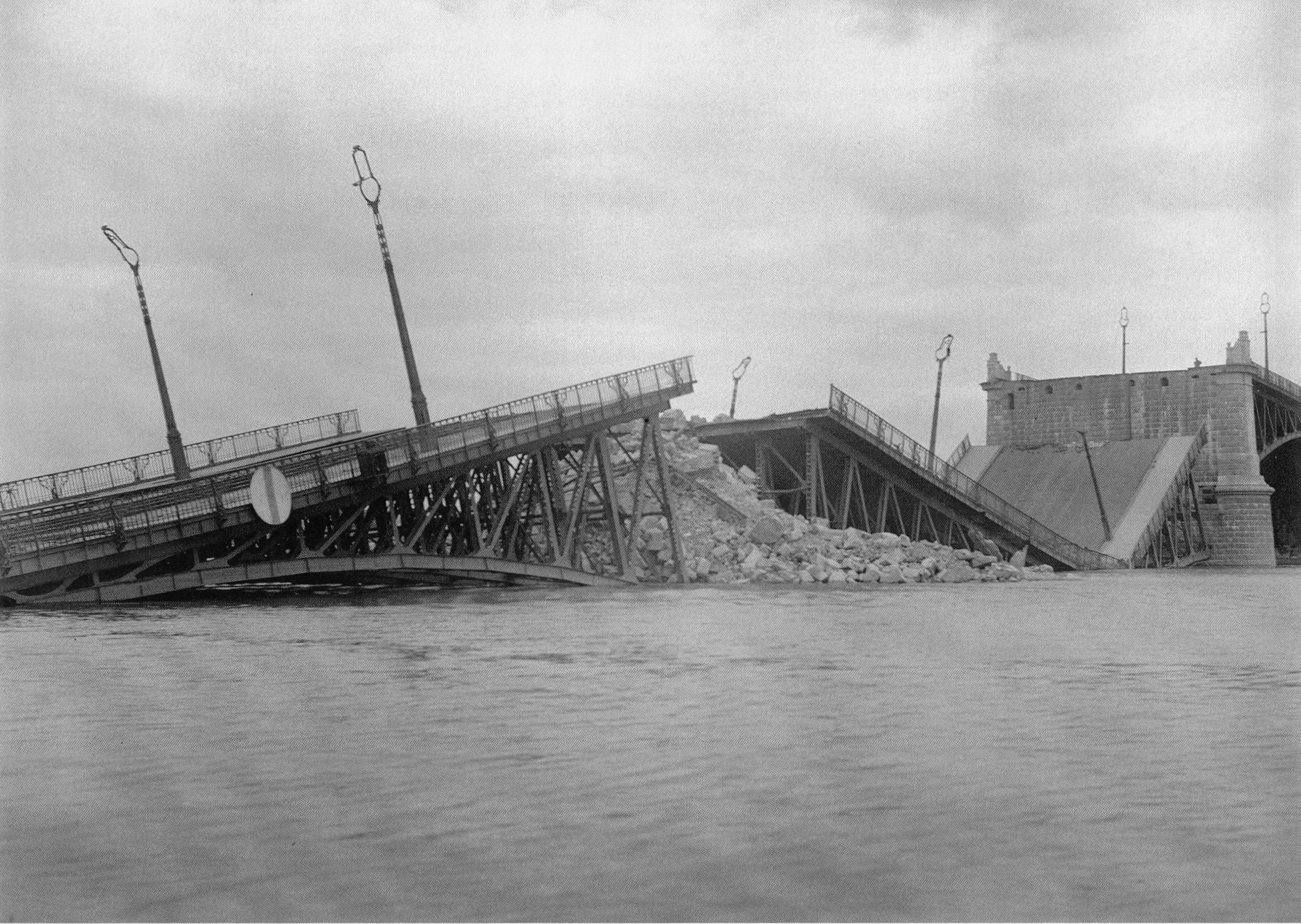
Le pont Poniatowski après que l'armée russe le fit exploser en 1915.
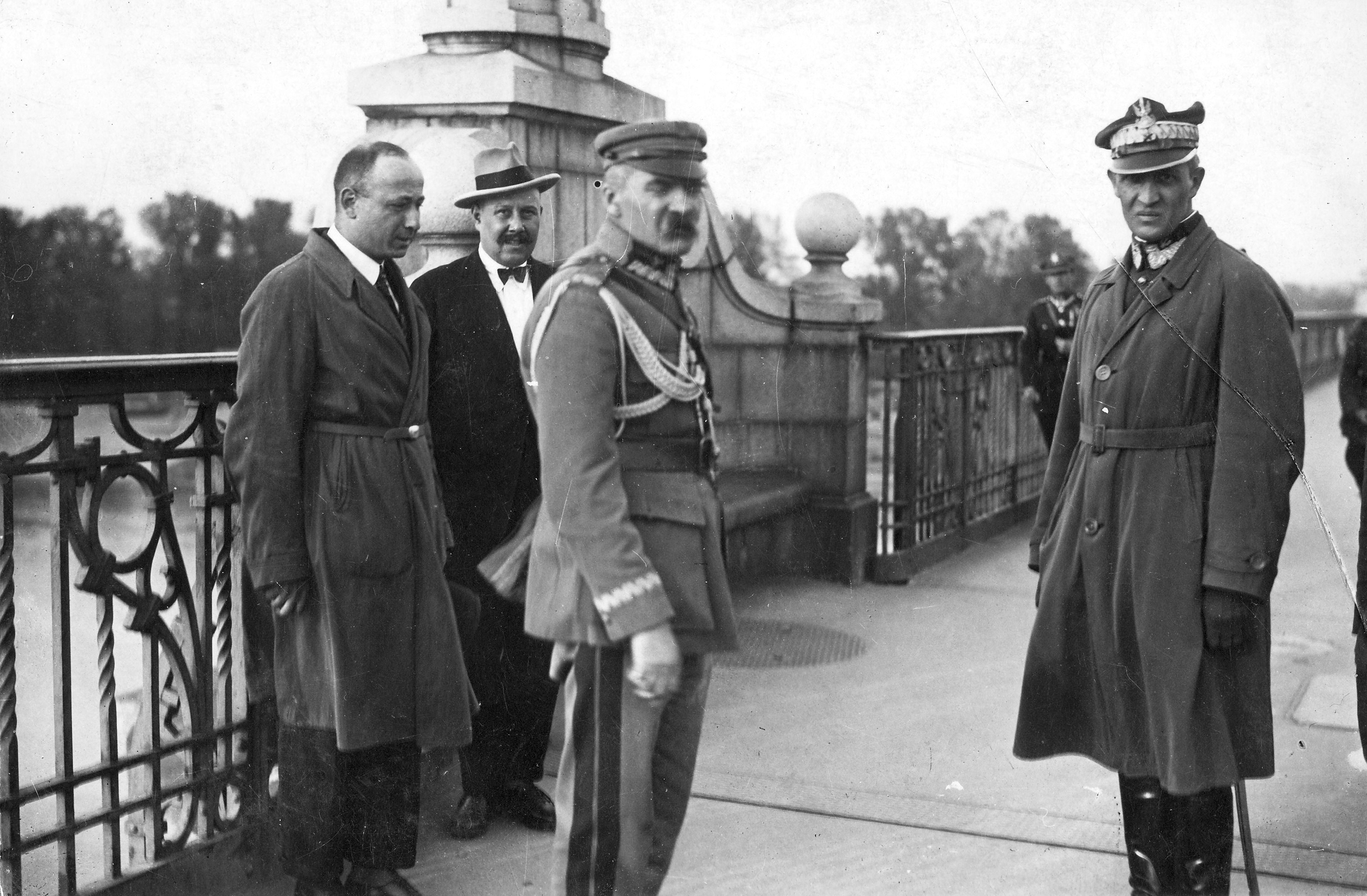
Le maréchal Józef Piłsudski sur le pont Poniatowski, 1926.